# محطة قطار أنكاستر
محطة قطار أنكاستر (بالإنجليزية: Ancaster railway station)‏‏ هي محطة قطار في المملكة المتحدة، تُشغلها قطارات إيست ميدلاند. افتُتحت هذه المحطة في 16 يونيو 1857، ويبلغ عدد مسارات أرصفتها 2.